# Bulsa
Bulsa – polskie nazwisko z grupy nazwisk pochodzących od bulla – dekret, dokument kościelny lub prasłowiańskiego buliti (obrzmiewać). Prawdopodobnie pierwszy raz występujące w XII wieku (być może osobie, która poprawiała bullę gnieźnieńską już w Polsce, po wydaniu jej przez papieża, zostało nadane takie nazwisko).
Dziś to nazwisko występuje w Polsce w województwie podkarpackim, na Śląsku i na Pomorzu Zachodnim; również za granicą (Stany Zjednoczone). W początkach lat dziewięćdziesiątych według serwisu herby.com w Polsce były 94 osoby o tym nazwisku.
Osoby o tym nazwisku:
- Michał Bulsa – polski historyk, archiwista i muzealnik, w latach 2015–2018 pracownik Muzeum Historii Katowic
- Michał Bulsa – polski lekarz, doktor nauk medycznych, prezes Okręgowej Rady Lekarskiej w Szczecinie